# Podivice
Podivice település Csehországban, Vyškovi járásban. Podivice Březina településekkel határos. Lakosainak száma 165 fő (2024. január 1.).

## Népesség
A település lakosságának változását az alábbi diagram mutatja:
| Lakosok száma | 377  | 419  | 427  | 275  | 215  | 192  | 201  | 177  | 169  | 165  |
|               | 1869 | 1900 | 1921 | 1961 | 1980 | 2011 | 2016 | 2019 | 2021 | 2024 |